# Sky’s the Limit
Sky’s the Limit – trzeci singiel amerykańskiego rapera Notoriousa B.I.G. (z gościnnym udziałem grupy 112), pochodzący z jego drugiej płyty Life After Death. Został wydany 25 listopada 1997 roku, a więc po śmierci artysty. Zawiera on sample z "My Flame" Bobby’ego Caldwella i "Keep On" D-Traina.